# Danijel Furtula
Danijel Furtula (Mojkovac, 31 luglio 1992) è un discobolo e pesista montenegrino.

## Palmarès
| Anno | Manifestazione                    | Sede           | Evento           | Risultato      | Misura  | Note                          |
| ---- | --------------------------------- | -------------- | ---------------- | -------------- | ------- | ----------------------------- |
| 2009 | Mondiali allievi                  | Bressanone     | Getto del peso   | 15º (q)        | 18,21 m |                               |
| 2010 | Mondiali juniores                 | Moncton        | Lancio del disco | 12º            | 54,64 m |                               |
| 2011 | Europei juniores                  | Tallinn        | Getto del peso   | 12º            | 18,08 m |                               |
| 2011 | Europei juniores                  | Tallinn        | Lancio del disco | Argento        | 63,54 m | Miglior prestazione personale |
| 2012 | Europei                           | Helsinki       | Lancio del disco | 18º (q)        | 60,18 m |                               |
| 2012 | Olimpiadi                         | Londra         | Lancio del disco | 38º (q)        | 57,48 m |                               |
| 2013 | Giochi dei piccoli stati d'Europa | Lussemburgo    | Getto del peso   | Oro            | 18,43 m |                               |
| 2013 | Giochi dei piccoli stati d'Europa | Lussemburgo    | Lancio del disco | Oro            | 62,83 m | Record dei Giochi             |
| 2013 | Europei under 23                  | Tampere        | Lancio del disco | Bronzo         | 61,61 m |                               |
| 2013 | Giochi del Mediterraneo           | Mersin         | Lancio del disco | Bronzo         | 61,44 m |                               |
| 2013 | Mondiali                          | Mosca          | Lancio del disco | 26º (q)        | 58,28 m |                               |
| 2014 | Europei                           | Zurigo         | Lancio del disco | 17º (q)        | 60,23 m |                               |
| 2016 | Europei                           | Amsterdam      | Lancio del disco | 15º (q)        | 63,14 m |                               |
| 2016 | Giochi olimpici                   | Rio de Janeiro | Lancio del disco | Qualificazione | nm      |                               |
| 2019 | Mondiali                          | Doha           | Lancio del disco | 18º (q)        | 62,12 m |                               |
| 2021 | Giochi olimpici                   | Tokyo          | Lancio del disco | 24º (q)        | 59,93 m |                               |
| 2022 | Giochi del Mediterraneo           | Orano          | Lancio del disco | Bronzo         | 61,74 m |                               |
| 2022 | Europei                           | Monaco         | Lancio del disco | 21º (q)        | 59,10 m |                               |
| 2023 | Giochi dei piccoli stati d'Europa | Marsa          | Lancio del disco | Oro            | 62,79 m |                               |
| 2024 | Europei                           | Roma           | Lancio del disco | 30º (q)        | 57,74 m |                               |